# Virtua Athlete 2K
Virtua Athlete 2K (バーチャアスリート2K, Bācha Asurīto 2K), appelé Virtua Athlete 2000 en Amérique du Nord, est un jeu vidéo de sport de type décathlon sorti à partir de juillet 2000 sur Dreamcast. Le jeu a été développé par Hitmaker et édité par Sega, sauf aux États-Unis où il a été commercialisé par Agetec près d'un an après les autres versions.
Il fait partie de la série DecAthlete, dont il constitue le troisième épisode après Winter Heat et est suivi par Virtua Athlete, une version spécifique au système d'arcade Naomi GD-ROM.

## Système de jeu
Virtua Athlete 2K peut être utilisé avec une manette classique, mais aussi avec le Dreamcast Arcade Stick, le périphérique d'arcade officiel de la Dreamcast, adapté à ce type de jeux.

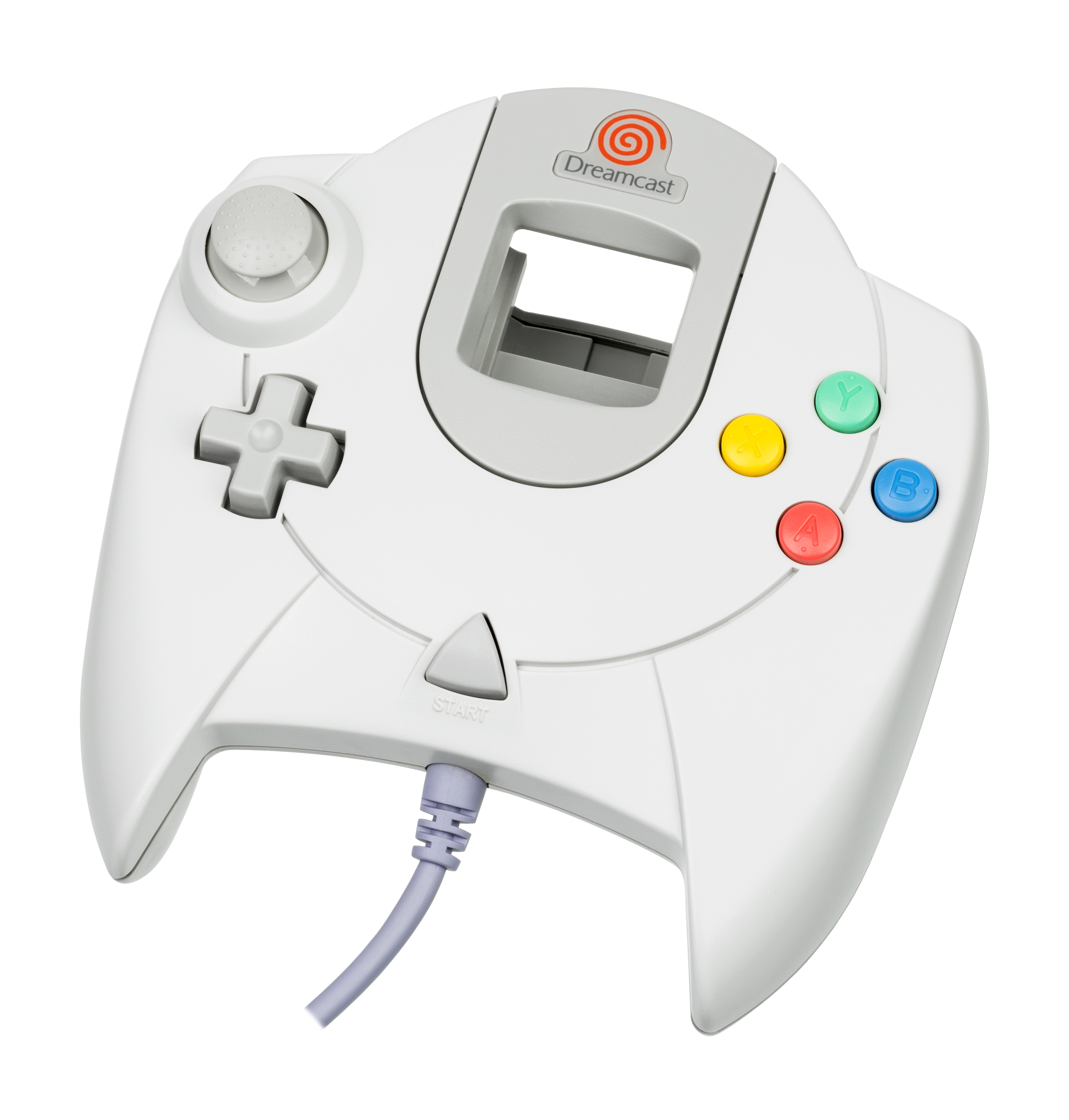
Le Dreamcast Controller, la manette classique de la console.
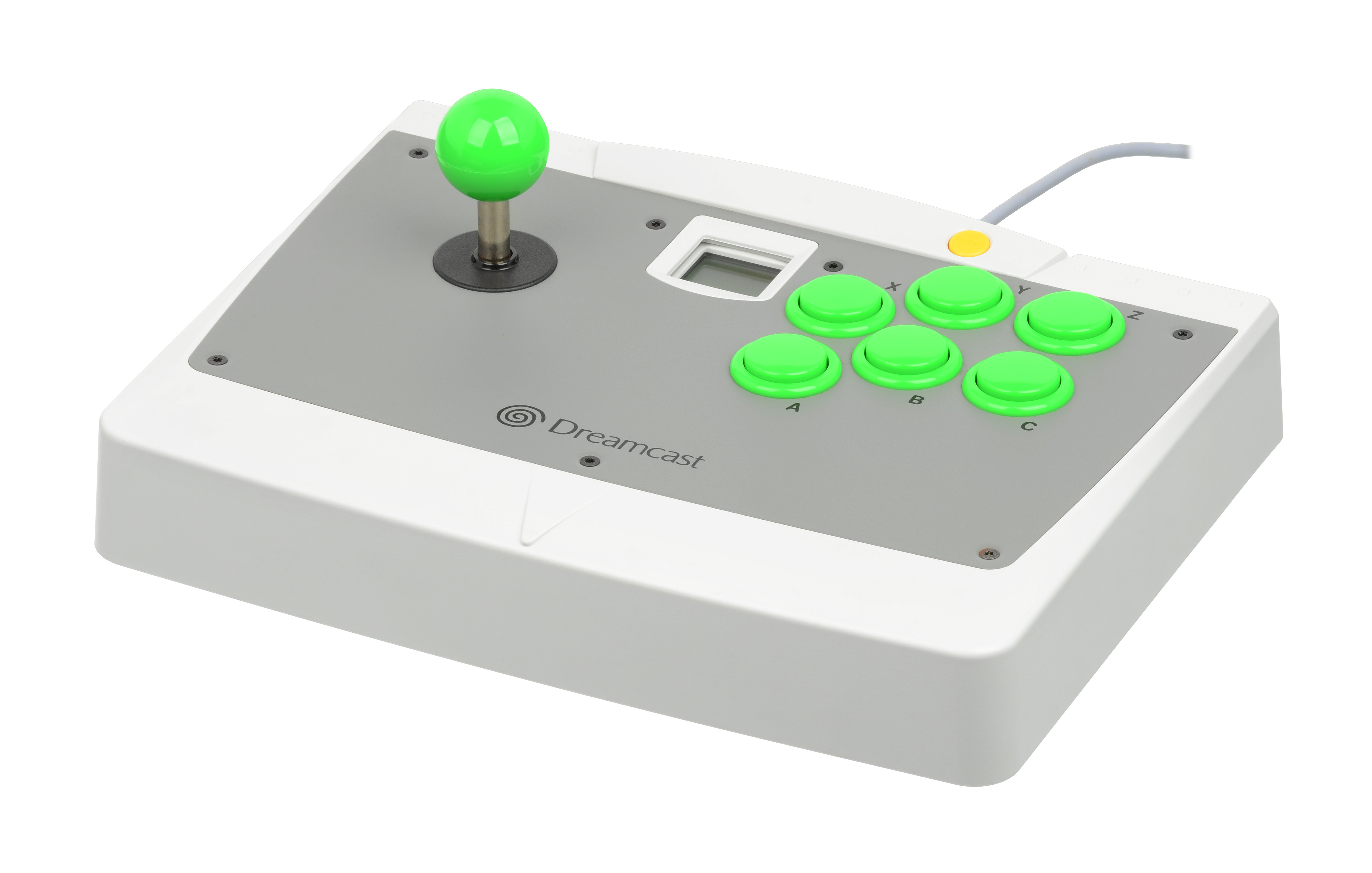
Le Dreamcast Arcade Stick, le périphérique d'arcade de la console.

## Accueil
Contrairement à ses prédécesseurs Athlete Kings et Winter Heat, Virtua Athlete 2K a reçu des notes beaucoup plus mitigées. L'agrégateur de notes Metacritic lui délivre un score de 61 %, moyenne effectuée à partir de 17 critiques issues de la presse anglophone.

## Rééditions
Virtua Athlete 2K a été réédité au sein de la compilation Sega Ages 2500 Series Vol. 15: DecAthlete Collection, sortie le 29 juillet 2004 sur PlayStation 2, uniquement au Japon.